# Elliott, a földlakó
Az Elliott, a földlakó (eredeti cím: Elliott from Earth) 2021-tól vetített brit flash animációs sci-fi sorozat, amelyet Guillaume Cassuto, Mic Graves és Tony Hul alkotott.
Egyesült Királyságban 2021. március 6-tól, Amerikában 2021. március 29-től volt látható Cartoon Network-ön. Magyarországon szintén a Cartoon Network mutatta be 2021. május 24-én.

## Cselekmény
Elliott és édesanyja egy űrhajón élnek. Egy nap a Centrium nevű világegyetemben kerülnek, ahol furcsa szörnyekkel találkoznak. Mindeközben megpróbálnak rájönni, hogy hogy kerültek oda és egy csomó barátot is szereznek.

## Szereplők

### Főszereplők
| Szereplők | Eredeti hang      | Magyar hang     |
| --------- | ----------------- | --------------- |
| Elliott   | Samuel Faraci     | Molnár Olivér   |
| Mo        | Noah Kaye Bentley | Sándor Barnabás |
| Frankie   | Naomi McDonald    | Kelemen Kata    |

### Mellékszereplők
- Bognár Tamás – Lord Kallous
- Fesztbaum Béla – Melvis
- Halász Aranka – boltos néni
- Kossuth Gábor – Doug
- Laudon Andrea – szállítógömb
- Papucsek Sarolta – Hive igazgató
- Sándor Barnabás – Marton
- Schneider Zoltán – Kane
- Simon Kornél – P45
- Szabó Andor – P45
- Varga Rókus – ügynök, Pszt-alak

### Magyar változat
- Felolvasó: Korbuly Péter
- Magyar szöveg: Horváth Anikó
- Szinkronrendező: Földi Levente
- További magyar hangok: Kisfalusi Lehel, Szokol Péter, Solecki Janka, Czető Ádám, Kapácsy Miklós, Papucsek Vilmos, Faragó András

A szinkront az SDI Media Hungary készítette

## Évados áttekintés
| Évad | Évad | Epizód | Eredeti sugárzás  | Eredeti sugárzás | Eredeti adó | Magyar sugárzás | Magyar sugárzás | Magyar adó |
| Évad | Évad | Epizód | Évadpremier       | Évadfinálé       | Eredeti adó | Évadpremier     | Évadfinálé      | Magyar adó |
| ---- | ---- | ------ | ----------------- | ---------------- | ----------- | --------------- | --------------- | ---------- |
|      | 1    | 16     | 2021. március 17. | 2021. április 9. |             | 2021. május 24. | 2021. június 1. |            |

### 1. évad (2021)
| #   | #   | Eredeti cím               | Magyar cím                  | Rendező                      | Író | Eredeti premier   | Magyar premier  |
| --- | --- | ------------------------- | --------------------------- | ---------------------------- | --- | ----------------- | --------------- |
| 1.  | 1.  | Wednesday                 | Szerda                      | Rhys Byfield és Mikey Please | Mic Graves, Tony Hull, Joe Markham és Joe Parham                                                            | 2021. március 29. | 2021. május 24. |
| 2.  | 2.  | Wednesday                 | Szerda                      | Rhys Byfield és Mikey Please | Mic Graves és Tony Hull                                                                                     | 2021. március 29. | 2021. május 24. |
| 3.  | 3.  | Wednesday                 | Szerda                      | Rhys Byfield és Mikey Please | Mic Graves és Tony Hull                                                                                     | 2021. március 29. | 2021. május 24. |
| 4.  | 4.  | Wednesday                 | Szerda                      | Rhys Byfield és Mikey Please | Mic Graves és Tony Hull                                                                                     | 2021. március 29. | 2021. május 24. |
| 5.  | 5.  | Idiosyncratic Induction   | Idioszinkraktikus bevezetés | Rhys Byfield és Mikey Please | Mic Graves és Tony Hull                                                                                     | 2021. március 30. | 2021. május 25. |
| 6.  | 6.  | Memory Mayhem             | Memória zavar               | Rhys Byfield és Mikey Please | Mic Graves, Tony Hull és Richard Overall                                                                    | 2021. március 30. | 2021. május 25. |
| 7.  | 7.  | Developing Dilemma        | Fejlődő dilemma             | Rhys Byfield és Mikey Please | Guillaume Cassuto, Mic Graves, Tony Hull, Daran Jonno Johnson, Joe Markham, Joe Parham és Jess Ransom       | 2021. március 31. | 2021. május 26. |
| 8.  | 8.  | Inadvertent Inversion     | Véletlen fordulat           | Rhys Byfield és Mikey Please | Mic Graves, Tony Hull és Richard Overall                                                                    | 2021. március 31. | 2021. május 26. |
| 9.  | 9.  | Regurgitated Reminiscence | Felböfögött emlék           | Rhys Byfield és Mikey Please | Guillaume Cassuto, Mic Graves, Tony Hull, Joe Markham és Joe Parham                                         | 2021. április 1.  | 2021. május 27. |
| 10. | 10. | Chaotic Clumping          | Zűrzavaros halmaz           | Rhys Byfield és Mikey Please | Guillaume Cassuto, Mic Graves, Tony Hull, Daran Jonno Johnson, Joe Markham, Richard Overall és Mikey Please | 2021. április 1.  | 2021. május 27. |
| 11. | 11. | Parallel Paradox          | Párhuzamos paradoxon        | Rhys Byfield és Mikey Please | Guillaume Cassuto, Mic Graves, Tony Hull, Daran Jonno Johnson és Richard Overall                            | 2021. április 2.  | 2021. május 28. |
| 12. | 12. | Problematic Prophecies    | Problémás próféciák         | Rhys Byfield és Mikey Please | Guillaume Cassuto, Mic Graves, Tony Hull, Daran Jonno Johnson, Joe Markham, Joe Parham és Jess Ransom       | 2021. április 5.  | 2021. május 28. |
| 13. | 13. | Temporal Tedium           | Átmeneti unalom             | Rhys Byfield és Mikey Please | Guillaume Cassuto, Adam Hess, Daran Jonno Johnson, Joe Markham, Joe Parham és Jess Ransom                   | 2021. április 6.  | 2021. május 31. |
| 14. | 14. | Companion Confusion       | Zavaros kapcsolatok         | Rhys Byfield és Mikey Please | Guillaume Cassuto, Daran Jonno Johnson, Joe Markham, Joe Parham, Mikey Please és Jess Ransom                | 2021. április 7.  | 2021. május 31. |
| 15. | 15. | Melancholic Megalomaniac  | Melankólikus megalomániás   | Rhys Byfield és Mikey Please | Guillaume Cassuto, Mic Graves, Tony Hull, Daran Jonno Johnson, Joe Markham, Joe Parham és Jess Ransom       | 2021. április 8.  | 2021. június 1. |
| 16. | 16. | Diminishing Discourse     | Lesújtó beszélgetés         | Rhys Byfield és Mikey Please | Mic Graves, Tony Hull és Richard Overall                                                                    | 2021. április 9.  | 2021. június 1. |

## Gyártás
A gyártás 2018 szeptemberében kezdődött. A Gumball csodálatos világa alkotói késztetik a sorozatot.  A széria első évada tizenhat 11 perces epizódból áll.
2019. október végén a sorozat készítője és a showrunnerre, Guillaume Cassuto otthagyta a sorozatot.